# Народно неимарство
Народно неимарство, познато и као вернакуларна архитектура, представља спонтану и традиционалну архитектуру која је карактеристична за одређену културу или регион. Градили су је сами становници или локални мајстори, без учешћа професионалних архитеката, користећи локално доступне материјале и вештине које су се преносиле с генерације на генерацију. Овај тип градње је директан одговор на климатске услове, природно окружење и начин живота заједнице, што га чини аутентичним изразом локалног идентитета.

## Опште карактеристике
Иако се манифестује у хиљадама различитих облика широм света, народно неимарство дели неколико фундаменталних принципа:
- Одговор на климу и окружење: Објекти су дизајнирани тако да пруже заштиту и удобност у специфичним климатским условима. Примери укључују дебеле зидове од земље у врућим и сувим пределима (ради хлађења), стрме кровове у снежним областима (да би се спречило нагомилавање снега) или куће на стубовима (сојенице) у поплавним подручјима.
- Употреба локалних материјала: Градитељи су користили оно што им је било при руци. То су најчешће били дрво, камен, земља (у виду блата, набоја или непечене цигле), трава, трска или чак лед. Ово је чинило градњу економичном и еколошки одрживом.
- Функционалност и прилагодљивост: Облик и организација простора директно произилазе из потреба корисника – било да је реч о становању, пољопривредним активностима или ритуалима.
- Културни израз: Куће често одражавају друштвену структуру, породичне односе, религијска веровања и естетске вредности једне заједнице.
- Преношење знања: Вештине и технике градње нису се училе из књига, већ директним учешћем, посматрањем и усменим преношењем са старијих на млађе.

## Примери у свету
Разноликост народног неимарства најбоље се види кроз примере са различитих континената.

### Европа
У Европи, народно неимарство варира од дрвених брвнара на северу и истоку до камених кућа на Медитерану.
- У Немачкој и Француској распрострањене су куће са дрвеном скелетном конструкцијом (нем. Fachwerkhaus), где су дрвене греде видљиве на фасади.
- На Средоземљу, попут Грчке или јужне Италије, доминирају камене куће са малим прозорима, грађене као заштита од летњих врућина.

#### Србија
Народно неимарство у Србији веома је разнолико и одражава географску поделу земље. Развила су се три главна регионална типа: динарски тип, који представља брвнара у планинским пределима; моравски тип, кућа са карактеристичним тремом (доксaтом) у централној Србији; и панонски тип, кућа од набоја, карактеристична за Војводину.

### Азија
- У Јапану су познате традиционалне сеоске куће Minka, често са масивним крововима од сламе (gasshō-zukuri) који су дизајнирани да издрже тежак снег.
- У Јемену се истичу вишеспратне "куле" од непечене цигле у граду Шибам, које се сматрају првим "небодерима" на свету.
- У Индонезији, народ Тораџа на острву Сулавеси гради куће са масивним, извијеним крововима у облику брода.

### Африка
- У Камеруну, народ Мусгум гради куполе од блата које су изузетно структурално стабилне.
- У Јужној Африци, традиционална је округла колиба rondavel, са зидовима од камена или блата и купастим кровом од траве.
- У Малију, Велика џамија у Ђенеу представља врхунац сахелског стила и највећа је зграда од блата на свету.

### Америке
- У Северној Америци, познате су дрвене брвнаре европских досељеника, као и типији номадских народа Великих равница.
- На југозападу САД, домородачки народи су градили вишеспратне стамбене структуре од ћерпича, познате као pueblo, попут оних у Таосу.

## Значај и очување
Иако га је индустријализација у 20. веку потиснула, принципи народног неимарства данас доживљавају поновно интересовање. Модерни покрети, попут одрживе и зелене архитектуре, црпе инспирацију из његове ефикасности, употребе локалних материјала и усклађености са природом. Многи примери народног неимарства заштићени су као светска културна баштина Унеска, а чувају се и у музејима на отвореном широм света (нпр. Сирогојно у Србији).